# التمرة (المكلا)

تعديل مصدري - تعديل

التمرة هي إحدى قرى عزلة المكلا بمديرية المكلا التابعة لمحافظة حضرموت، بلغ تعداد سكانها 38 نسمة حسب تعداد اليمن لعام 2004.